# Canteleux
Canteleux korábbi község Franciaországban, Pas-de-Calais megyében. Lakosainak száma 16 fő (2015).
2019. január 1-jén a régi Bonnières községgel egyesült és az így létrejött (azonos nevű) Bonnières új község része lett.

## Népesség
A település népességének változása:
| Lakosok száma | 93   | 97   | 72   | 52   | 42   | 45   | 27   | 16   | 17   | 16   |
|               | 1793 | 1836 | 1856 | 1881 | 1906 | 1931 | 1968 | 2006 | 2010 | 2015 |